# رفراف أيرلندا الجديدة القزم
رفراف أيرلندا الجديدة القزم (الاسم العلمي)، طائر من مخيط الماء وفصيلة رفرافيات. موطنه جزيرة أيرلندا الجديدة وجزيرة هانوفر الجديدة (جزيرة بركانية) وجزر  ليهير، وهن جزر يقعن في أرخبيل بسمارك التابع لبابوا غينيا الجديدة. موائله الطبيعية أراضي الغابات الرطبة المنخفضة الشبه الاستوائية أو المدارية.